# Costa-ricanisch-deutsche Beziehungen
Die Costa-ricanisch-deutschen Beziehungen beschreiben das zwischenstaatliche Verhältnis zwischen Costa Rica und Deutschland. Das Auswärtige Amt bezeichnet die gegenseitigen Beziehungen als „traditionell eng und vertrauensvoll“.

## Geschichte
Der Freistaat Costa Rica und der Deutsche Bund nahmen 1848 diplomatische Beziehungen auf, als der Präsident von Costa Rica José María Castro Madriz war. Madriz war unter anderem an der Kolonisierung des Landes durch deutsche Unternehmer und Siedler interessiert. Obwohl viele der ehrgeizigen Projekte, die von der Berliner Kolonisationsgesellschaft des Barons Alexander von Bülow gefördert wurden, nicht verwirklicht wurden, lockte der gute Ruf der „reichen Küste“ ab Mitte des 19. Jahrhunderts verstärkt deutsche Siedler und Händler an, die sich in Costa Rica niederließen. Der Naturforscher Karl Hoffmann reiste 1953 zusammen mit Alexander von Frantzius nach Costa Rica, um die dortige Tierwelt zu erforschen. Er diente später als Arzt in der Armee Costa Ricas. 1867 verhandelte der preußische Admiral Franz Kinderling ohne das Wissen von Otto von Bismarck mit der Regierung Costa Ricas über die Einrichtung einer preußischen Marinebasis in Puerto Limón. Auch über die Errichtung einer Eisenbahnstrecke entlang der Atlantikküste durch Preußen stand zur Diskussion. Beide Projekte wurden jedoch letztlich nicht verwirklicht.
Nach der Einigung Deutschlands wurde Siegfried Borchardt 1873 der erste Ministerresident von Costa Rica in Berlin. Die wirtschaftlichen Beziehungen waren im 19. und frühen 20. Jahrhundert recht intensiv. 1905 hatten neun in Costa Rica tätige Unternehmen aus dem Deutschen Reich hier knapp 15 Millionen Mark investiert.
Der Ausbruch des Ersten Weltkriegs störte die bis dahin guten Beziehungen zu Deutschland. Unter dem Putschistenregime von Federico Alberto Tinoco Granados erklärte Costa Rica Deutschland 1917 den Krieg, was eher symbolische Auswirkungen hatte, jedoch zum Einzug deutscher Vermögenswerte im Land führte. Sein Nachfolger Francisco Aguilar Barquero widerrief 1918 die Kriegserklärung. Nach dem Krieg intensivieren sich die Wirtschaftsbeziehungen wieder und León Cortés Castro baute enge Beziehungen zum NS-Staat auf. Unter seiner Regierung gingen 40 % der costa-ricanischen Kaffeeexporte in das Deutsche Reich. Er machte auch den Deutschen Max Effinger zu seinem Berater und verhinderte, dass verfolgte Juden aus Deutschland nach Costa Rica einwandern konnten. Im Dezember 1941 erklärt Costa Rica allerdings Hitlerdeutschland den Krieg und ließ die Deutschen im Land internieren. 1942 kam es zu einem deutschen Angriff, als das U-Boot U 161 den amerikanischen Frachter San Pablo der United Fruit Company im Hafen von Puerto Limón, versenkte.
Nach dem Ende des Zweiten Weltkriegs nahm Costa Rica am 7. Oktober 1952 diplomatische Beziehungen mit der Bundesrepublik Deutschland auf und beide Seiten tauschten in der Folgezeit Botschafter aus. 1956 konnte die deutsche Schule in San José nach kriegsbedingter Schließung wieder eröffnet werden. Nach der Aufgabe der Hallstein-Doktrin durch die BRD nahm Costa Rica 1973 auch diplomatische Beziehungen zur DDR auf. 1987 wurde die Deutsch-costa-ricanische Industrie- und Handelskammer eröffnet. Nach der deutschen Wiedervereinigung verlegte Costa Rica im Jahr 2000 seine Botschaft von Bonn in die neue deutsche Hauptstadt Berlin, zunächst in die Dessauer Straße 28/29 in Berlin-Kreuzberg, später nach Berlin-Mitte.

## Wirtschaftsbeziehungen
2024 lagen die deutschen Warenexporte nach Costa Rica bei 416 Millionen Euro und die Importe aus dem Land bei 715 Millionen Euro. In der Rangliste der deutschen Handelspartner nahm Costa Rica damit Rang 86 ein. Unter allen Ländern in Zentralamerika ist Costa Rica der wichtigste Handelspartner für Deutschland. Deutschland importiert aus Costa Rica vorwiegend Nahrungsmittel wie Kaffee, Ananas und Bananen sowie Medizintechnik und Elektronik. Es exportiert im Gegenzug vorwiegend mechanische, chemische und industrielle Erzeugnisse. Auch der Tourismus ist ein wichtiger Aspekt der Wirtschaftsbeziehungen und Deutsche entdecken Costa Rica zunehmend als Reiseland. Beide Länder haben 1998 ein bilaterales Investitionsschutz- und Förderungsabkommen und 2016 ein Doppelbesteuerungsabkommen abgeschlossen. Die Wirtschaftsbeziehungen wurden durch eine eigene Industrie- und Handelskammer gefördert. 2019 hat Costa Rica in einigen Bereichen eine duale Ausbildung nach deutschem Vorbild eingeführt.
Die Deutsche Gesellschaft für Internationale Zusammenarbeit ist in Costa Rica vertreten und hat knapp 80 Mitarbeiter in dem Land. Die KfW-Entwicklungsbank fördert in Costa Rica bevorzugt Projekte im Bereich erneuerbare Energien und Energieeffizienz.

## Kulturbeziehungen
Mehrere deutsch Kulturinstitutionen sind in Costa Rica vertreten. An der 1912 gegründeten zweisprachigen Humboldt-Schule San José kann das deutsche Abitur erworben werden. Es gibt in der costa-ricanischen Hauptstadt San José ein Goethe-Zentrum, welches 1999 Nachfolger des ansässigen Goethe-Instituts wurde. Das Goethe-Zentrum fördert die deutsch-costa-ricanischen Kulturbeziehungen und die deutsche Sprache. Daneben sind auch Ableger der Konrad-Adenauer-Stiftung und der Friedrich-Ebert-Stiftung in Costa Rica aktiv. Für den akademischen Austausch ist der Deutsche Akademische Austauschdienst zuständig, der Stipendien vermittelt und 1994 einen Vertrag mit dem Rat der Hochschulrektoren von Costa Rica (CONARE) unterzeichnet hat. Bevorzugte gemeinsame Forschungsgebiete sind traditionell Biologie, Geologie und Chemie, aber zunehmend auch Umweltforschung und tropische Agrarwissenschaften.
Die Fußballnationalmannschaften Costa Ricas und Deutschland trafen jeweils bei Gruppenphasen der Fußballweltmeisterschaften 2006 und 2022 aufeinander. Beide Spiele endeten mit 4:2-Siegen für Deutschland.

## Diplomatische Standorte
- Deutschland hat eine Botschaft in Costa Rica.
- Costa Rica hat eine Botschaft in Berlin.

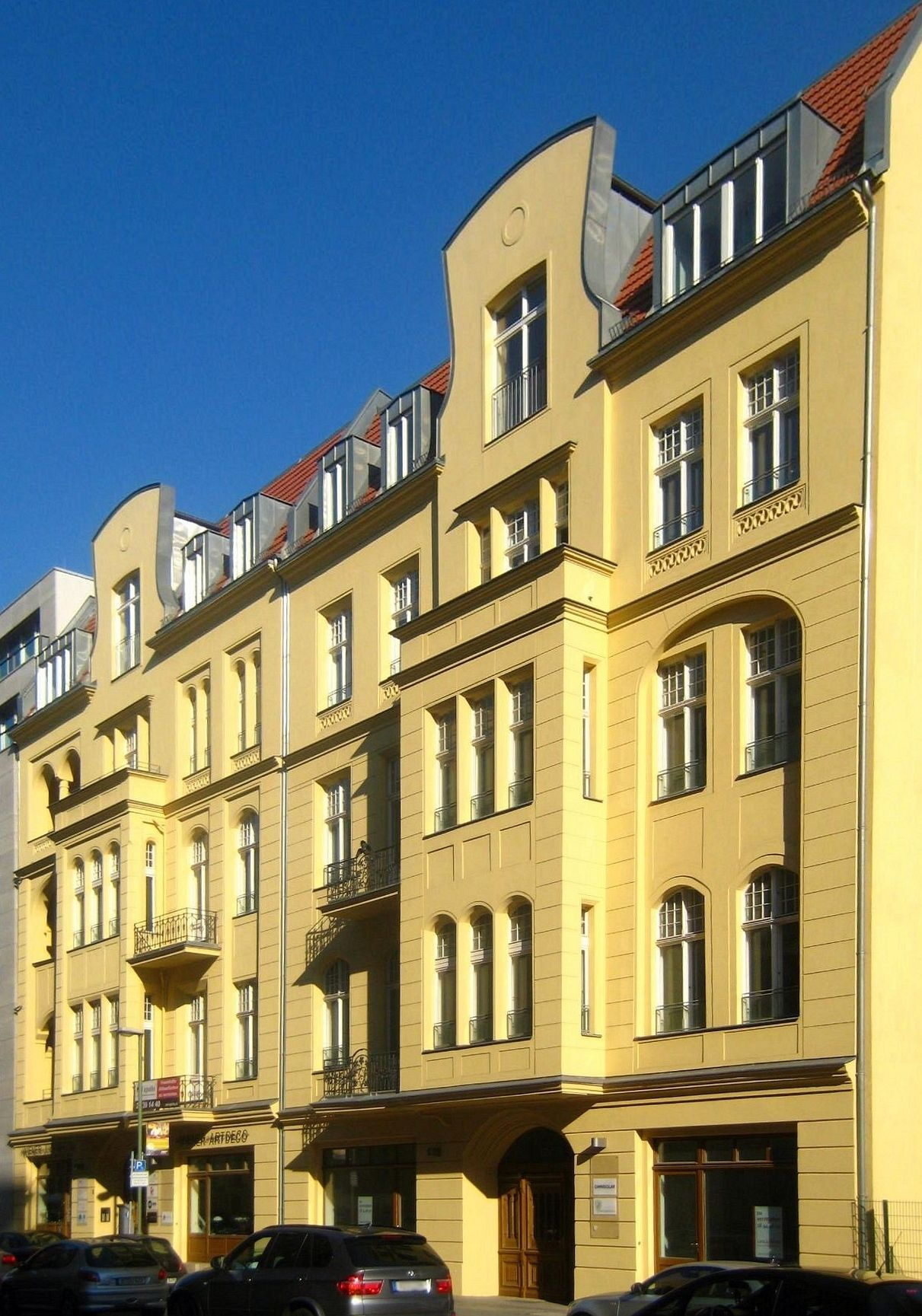
Botschaft von Costa Rica in Berlin